# Vena contracta

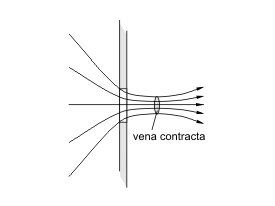
Vena contracta

Una vena contracta és l'estrangulació d'un corrent de fluid en la qual el diàmetre del corrent es fa més petit, com en el cas d'un flux de sortida per un orifici amb vores esmolades (broquet). La contracció màxima es duu a terme en una secció una mica més enllà de l'orifici, on el raig és més o menys horitzontal.
L'efecte també s'observa en el flux d'un tanc cap a una canonada, o en una contracció sobtada de diàmetre de la canonada.